# Timote Moleni
Timote Moleni (27 de junho de 1975) é um ex-futebolista e treinador de futebol tonganês que atuava como meio-campista. É atualmente o técnico da  seleção nacional.
Em clubes, defendeu apenas o Kolofo'ou No.1 entre 1996 e 2007. Jogou ainda 8 partidas pela Seleção Tonganesa, fazendo 2 gols. A carreura de treinador iniciou-se em 2012, comandando a seleção Sub-23 e, posteriormente, a equipe Sub-17. Em 2015 foi escolhido como novo técnico da seleção principal, substituindo o compatriota Timote Polovili, e desde então acumulou o cargo com suas passagens por Veitongo (pelo qual venceu o Campeonato Tonganês em 2017) e FC Ahau (2019–20).

## Títulos
Veitongo
- Campeonato Tonganês: 2017